# سلمى سمر الدملوجي
سلمى سمر الدملوجي (ولدت في بيروت عام 1954)، مهندسة معمارية وأستاذة ومؤلفة بريطانية عراقية. تخرجت من مدرسة AA للهندسة المعمارية عام 1977 ومن الكلية الملكية للفنون في لندن عام 1987، حيث حصلت على الدكتوراه. عملت مع المهندس المعماري المصري حسن فتحي في القاهرة عامي 1975-6 و1984-5. تم تعيينها مستشارًا معماريًا لسمو الشيخ سلطان بن زايد آل نهيان في 2001-2004 في مشروع مسجد الشيخ زايد الكبير ومشاريع أخرى في أبو ظبي. في عام 2008، أنشأت مع زملائها في اليمن، مؤسسة في حضرموت (اليمن) وكانت تعمل هناك في مشاريع بناء وإعادة تأهيل الأرض.